# Quản lý hành chính
Quản lý hành chính là sự tác động của cơ quan hành chính nhà nước lên đối tượng là con người hoặc là các mối quan hệ xã hội để đạt mục tiêu của chính phủ. Phương pháp quản lý và cách tiếp cận cụ thể phụ thuộc vào từng thể chế chính trị tại các nước, cũng như mục tiêu cần đạt được.
Ví dụ tại Việt Nam vào thập niên 2000, mục tiêu cần đạt được nêu ra là dân giàu nước mạnh, xã hội công bằng, dân chủ, văn minh.
Tiếp cận dưới góc độ thực thi quyền lực nhà nước thì quản lý hành chính nhà nước là thực thi quyền hành pháp của nhà nước. Dưới góc độ hoạt động cụ thể thì quản lý hành chính là điều chỉnh hành vi con người, hành vi xã hội và tổ chức thực thi pháp luật ban hành.
Ngoài ra quản lý hành chính ở trong chính phủ, quản lý hành chính còn được xem xét trong mối quan hệ ngoài nhà nước, còn gọi là hành chính tư.